# Tall Gesar
Tall Gesar är en ort i Iran.   Den ligger i provinsen Khuzestan, i den centrala delen av landet, 500 km söder om huvudstaden Teheran. Tall Gesar ligger 78 meter över havet och antalet invånare är 161.
Terrängen runt Tall Gesar är huvudsakligen platt, men åt nordost är den kuperad. Runt Tall Gesar är det ganska tätbefolkat, med 58 invånare per kvadratkilometer. Närmaste större samhälle är Rāmhormoz, 19,5 km sydost om Tall Gesar. Trakten runt Tall Gesar är ofruktbar med lite eller ingen växtlighet.